# 日本創造教育研究所
株式会社日本創造教育研究所（英: Japan Creative Education Research Institute Co., Ltd.）は、大阪府吹田市に本社を置く、自己啓発セミナー会社として設立され、中小企業向けの人材育成に関する各種研修の開催（階層別・職能別）、起業家養成・ビジネススクール開催、企業内研修インストラクター育成・指導、経営診断・指導、ビジネス書籍出版・販売、教材開発・販売事業を行う企業。略称は日創研。

## 沿革
- 1987年(昭和62年)
  - 株式会社日本創造教育研究所設立。
- 1988年(昭和63年)
  - 大阪研修センター・東京出張所開設。
- 1990年(平成2年)
  - 東京研修センター・名古屋オフィス開設。
- 1992年(平成4年)
  - 株式会社コスモ教育出版設立。
  - 名古屋センター・福岡研修センター開設。
- 1993年(平成5年) 　
  - コンサルティング部門設立(現：㈱CODコンサルタント)。
  - 人事コンサルティング開始。
- 1994年(平成6年)
  - 札幌研修センター開設。
  - 第1回起業家育成スクール開講。
  - 財務コンサルティング開始。
  - 日創研経営研究会発足。
- 1998年(平成10年)
  - 広島営業所開設。
- 1999年(平成11年)
  - 大阪センター大阪府吹田市へ事務所移転。
- 2003年(平成15年)
  - 大阪研修センター・東京研修センターISO9001取得[3]。
- 2005年(平成17年)
  - オールウィンサポートの設立。
  - 「理念と経営」出版事業部東京都千代田区麹町に事務所開設。
- 2006年(平成18年)
  - 月刊経営誌「理念と経営」発刊。
  - 理念と経営・経営者の会設立。
  - 研修センター「箕面加古川山荘・明徳庵」を大阪府箕面市に開設。
  - 学問の道「時習堂」開設。
- 2007年(平成19年)
  - PSSプログラム改革。
  - 月刊「理念と経営」主催研修開催。
  - 株式会社建設みらい研究所設立。
- 2008年(平成20年)
  - ありがとう経営・増益経営推進事業開始。
- 2009年(平成21年)
  - 株式会社コスモ教育出版にてトーハン取次コード取得(一般書店での書籍販売開始）。
- 2010年(平成22年)
  - ネット書籍販売開始。
- 2012年(平成24年)
  - OJTアドバイザーサービススタート
- 2013年(平成25年)
  - ブランド道場、Get a job college開催。
- 2014年(平成26年)
  - カード決済システム導入。
  - 起業家養成スクール開講20年。

## 研修センター・営業所

### 研修センター
- 札幌研修センター(北海道札幌市北区)
- 東京研修センター(東京都江東区)
- 名古屋研修センター(愛知県名古屋市中村区)
- 大阪研修センター(大阪府吹田市)
- 福岡研修センター(福岡県福岡市博多区)
- 箕面加古川山荘・明徳庵(大阪府箕面市)

### 営業所
- 広島営業所(広島県広島市中区)

### 日創研経営研究会
会員企業を組織化した関連団体で全国に支部がある（本部は大阪）。

## 講師・関係者
- 片方善治 - 高崎商科大学客員教授
- 安藤竜二 - 株式会社DDR 代表取締役社長
- 坂東弘康 – 株式会社ヒューマン・スキル・カレッジ　代表取締役
- 湯ノ口弘二 - コミュニケーションエナジー株式会社 代表取締役

## 国際貢献
- 国際貢献/国際平和基金財団「大地の家」(モンゴル) [5]

## グループ会社
- 株式会社CODコンサルタント
- 株式会社コスモ教育出版